# جی. ملویل بروتون
جی. ملویل بروتون (به انگلیسی: J. Melville Broughton) سناتور سابق عضو حزب دموکرات ایالات متحده آمریکا بود. وی در سال ۱۹۴۸ تا ۱۹۴۹ میلادی سناتور ایالت کارولینای شمالی در سنای ایالات متحده آمریکا بود.